# Johannisdalsgården

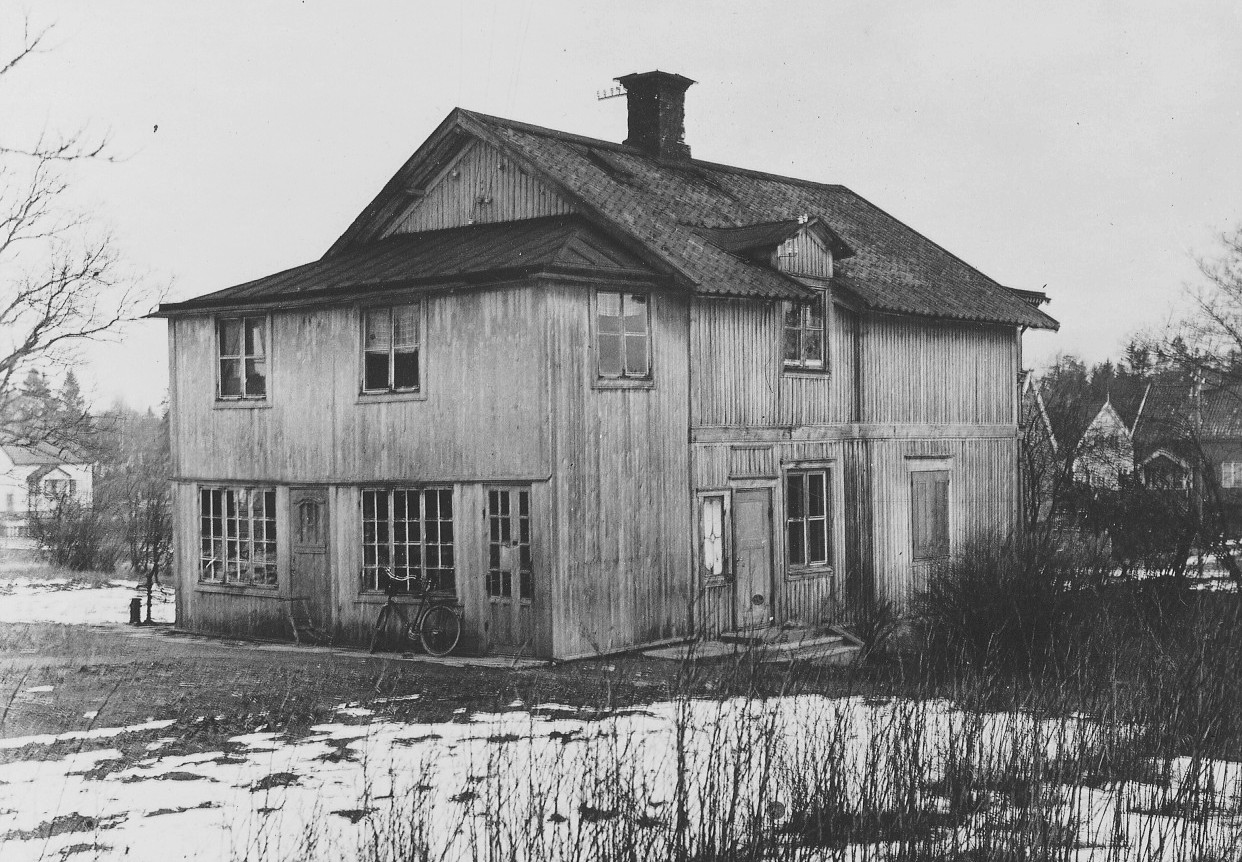
Johannisdalsgården, 1934.

Johannisdalsgården var ett torp i nuvarande Mälarhöjden i sydvästra Stockholm. Gården är känd i skrift sedan 1770-talet och revs på 1940-talet. På gårdens mark uppstod en stor del av dagens Mälarhöjden. Johannisdalsgatan och kvarteret Johannisgården påminner idag om den gamla egendomen.

## Historik

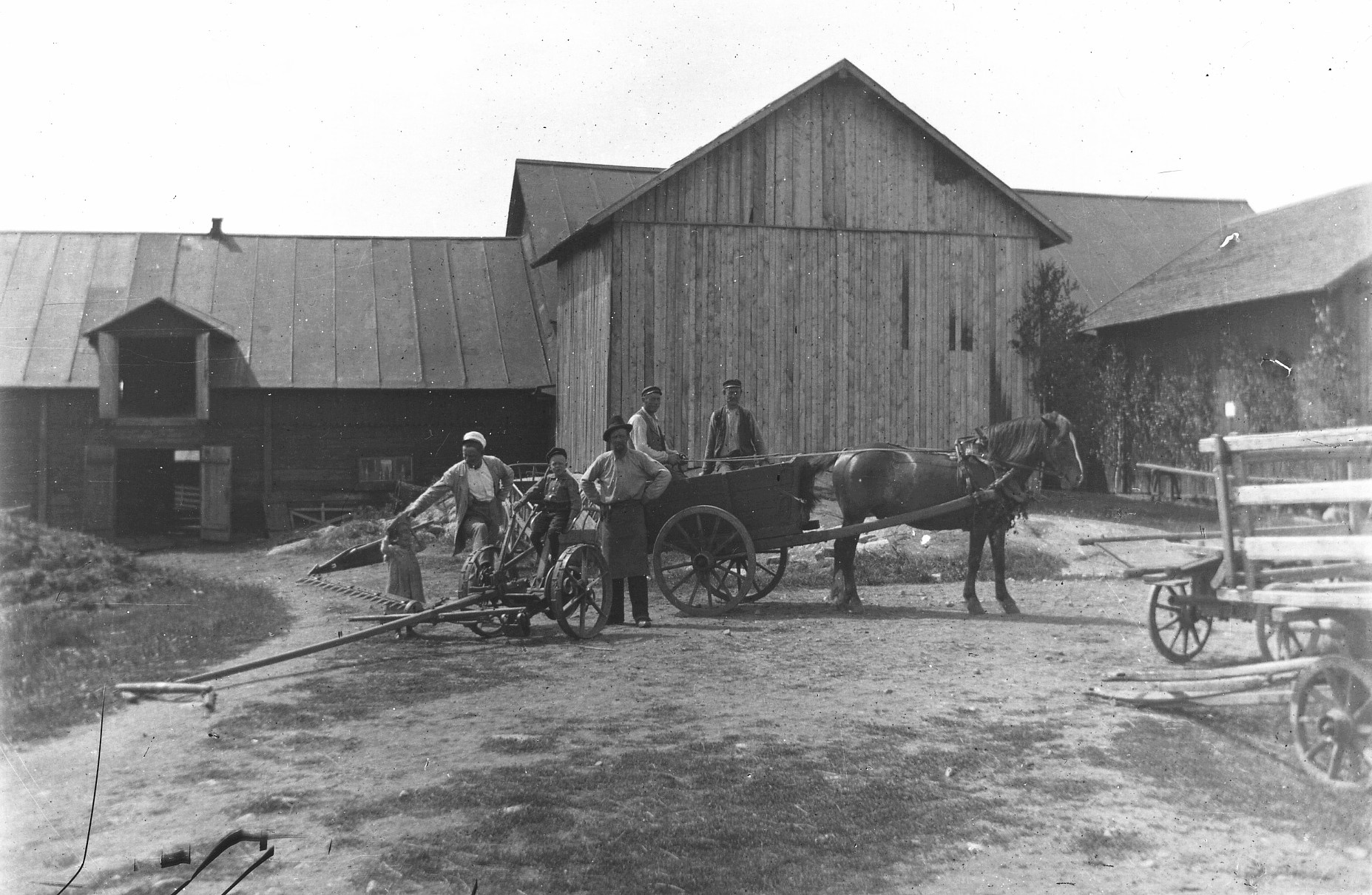
Johannisdalsgårdens ladugård, 1920.

I området för dagens Mälarhöjden fanns långt in på 1940-talet flera äldre gårdar, bland dem Pettersbergsgården, Jakobsbergs gård, Slättens gård och så Johannisdalsgården. Idag bevarade är Pettersberg, Jakobsberg och Slätten. Strax söder om Johannisdalsgården möttes gränserna för tre stora gods: Sätra i väster, Hägersten i norr och Västberga i öster. Till Johannisdalsgården färdades man via en mindre landsväg som sträckte sig mellan Gamla Södertäljevägen och Jakobsbergs gård. 
Johannisdal (ibland även stavat Johannesdal) är känd sedan 1767 och lydde under Hägerstens gård. Gårdens äldre namn var Rothugget vilket betyder en typ av röjning. Rothugget användes som såväl torpnam som ägartenamn vilket framgår av ett arrendekontrakt från 1799 mellan dåvarande ägaren till Hägersten, Anders Reimers, och arrendatorn på Rothugget, kapten Adam Carlqvist. Enligt kontraktet förbinder sig Carlqvist att "inom tio års förlopp förvandla der s.k. Rothugget till en fullständig gog äng". 
Kring sekelskiftet 1900 bestod gårdens bebyggelse av en mangård och flera ekonomibyggnader söder därom. I januari 1905 invigdes ett skolhus på Johannisdals ägor, drygt 500 meter norr om gårdsbebyggelsen. Marken för skolbygget hade donerats av grosshandlaren Nils Sandberg, dåvarande ägare till Johannisdalsgården. Skolan fick namnet Johannesdals folkskola och är fortfarande bevarad och en del av Mälarhöjdens skola. 
År 1918 bildades tomtbolaget AB Mälarhöjden som förvärvat stora markområden från Nils Sandbergs dödsbo vilka tillhört Johannesdal. Marken styckades för småhus och villor. Byggverksamheten var särskild intensiv på 1920-talet då en stor del av Johannisdalsgårdens tidigare mark bebyggdes samtidigt upphörde jordbruket på gården. Mälarhöjdens Biblioteks- och Föreläsningsförening, som startade 1924, fick lokaler i Johannisdalsgården.

Historiska kartor
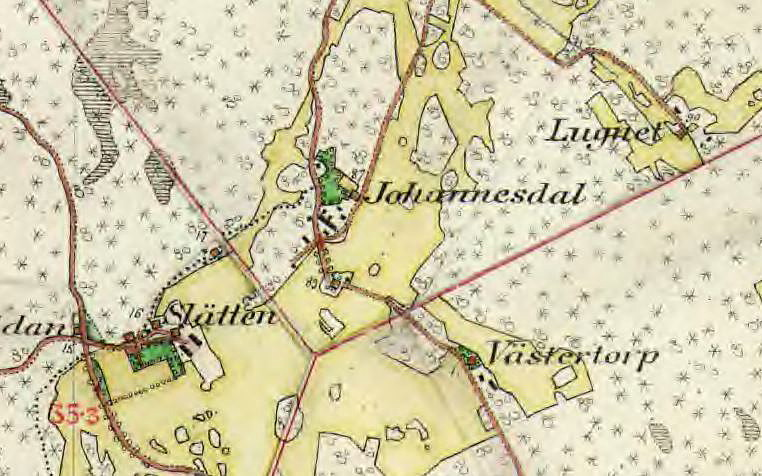
Kring sekelskiftet 1900.
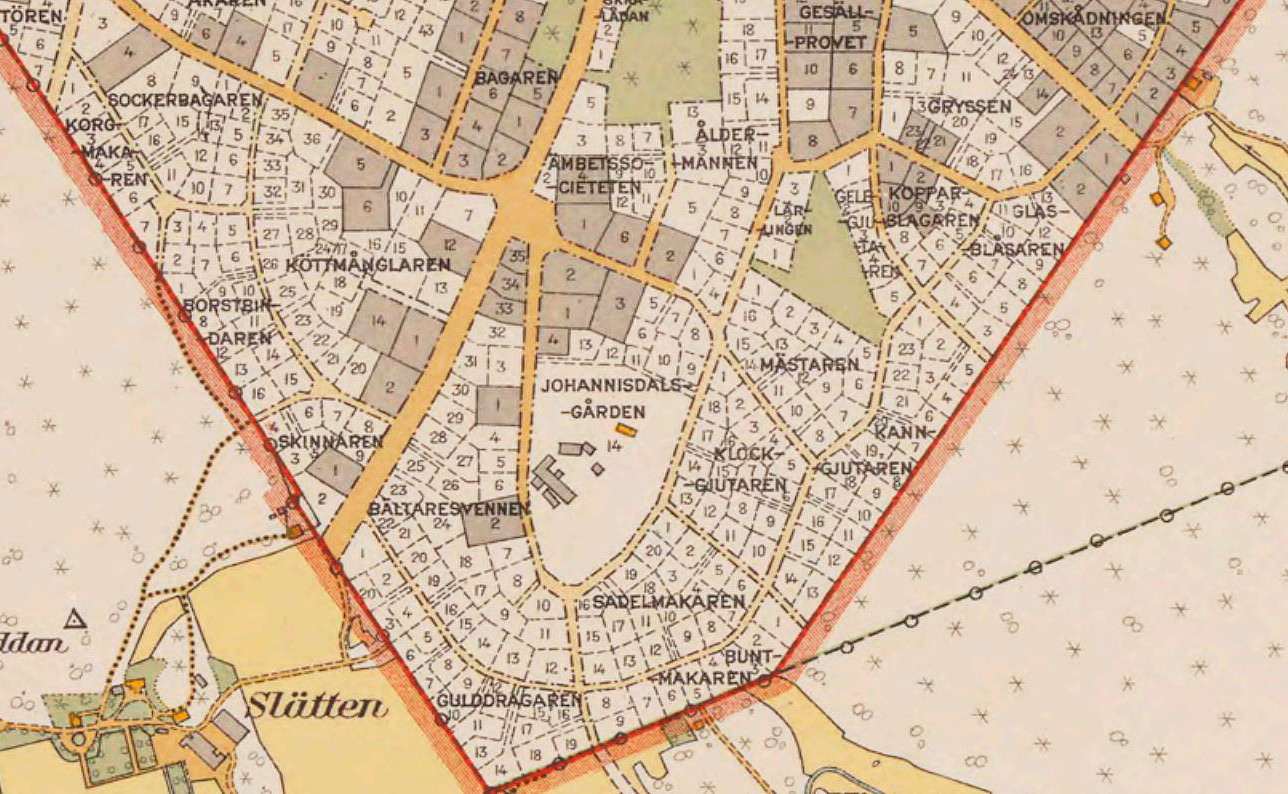
Mellan 1917 och 1924.
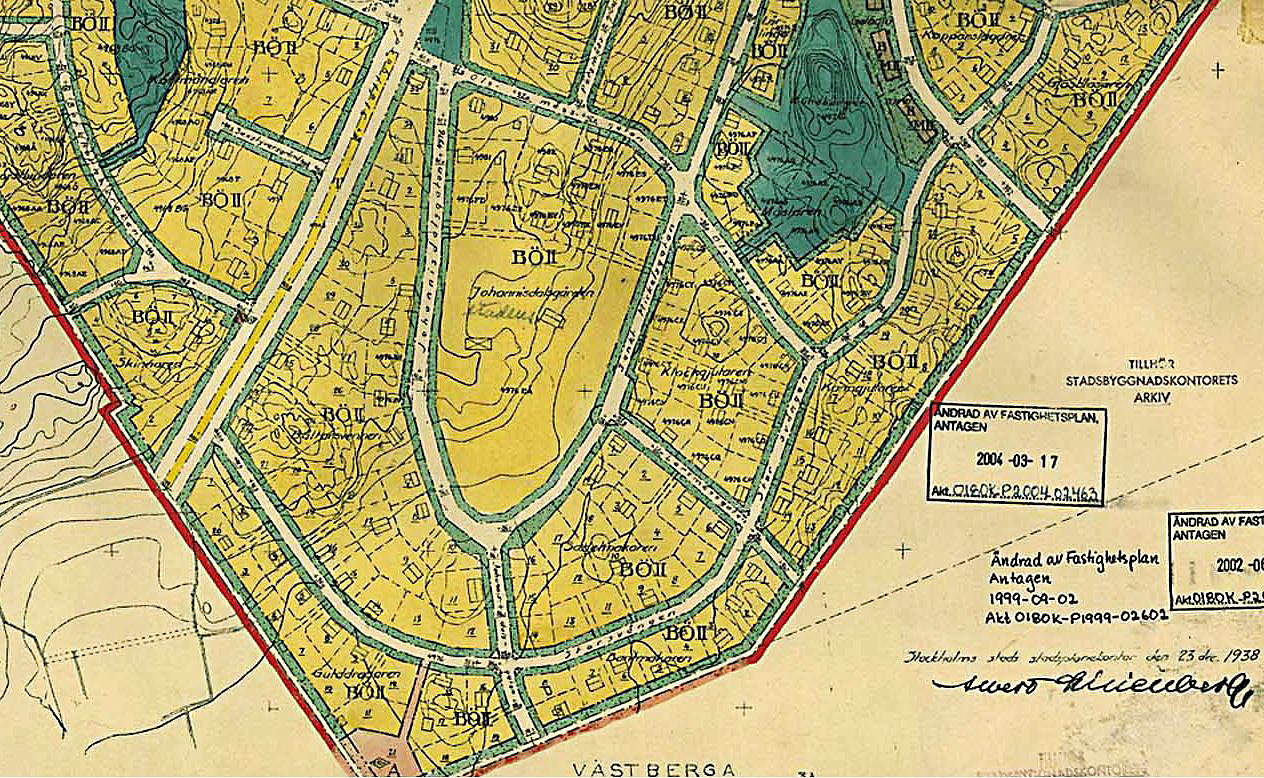
Del av stadsplan från 1938.
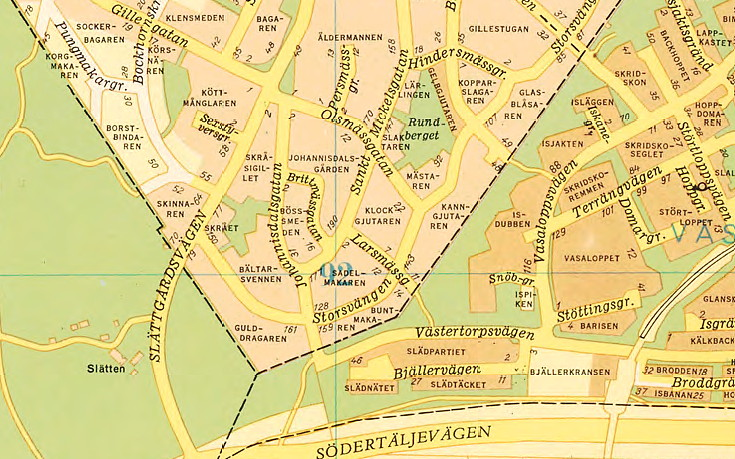
Karta från 1954.

## Gårdens vidare öden

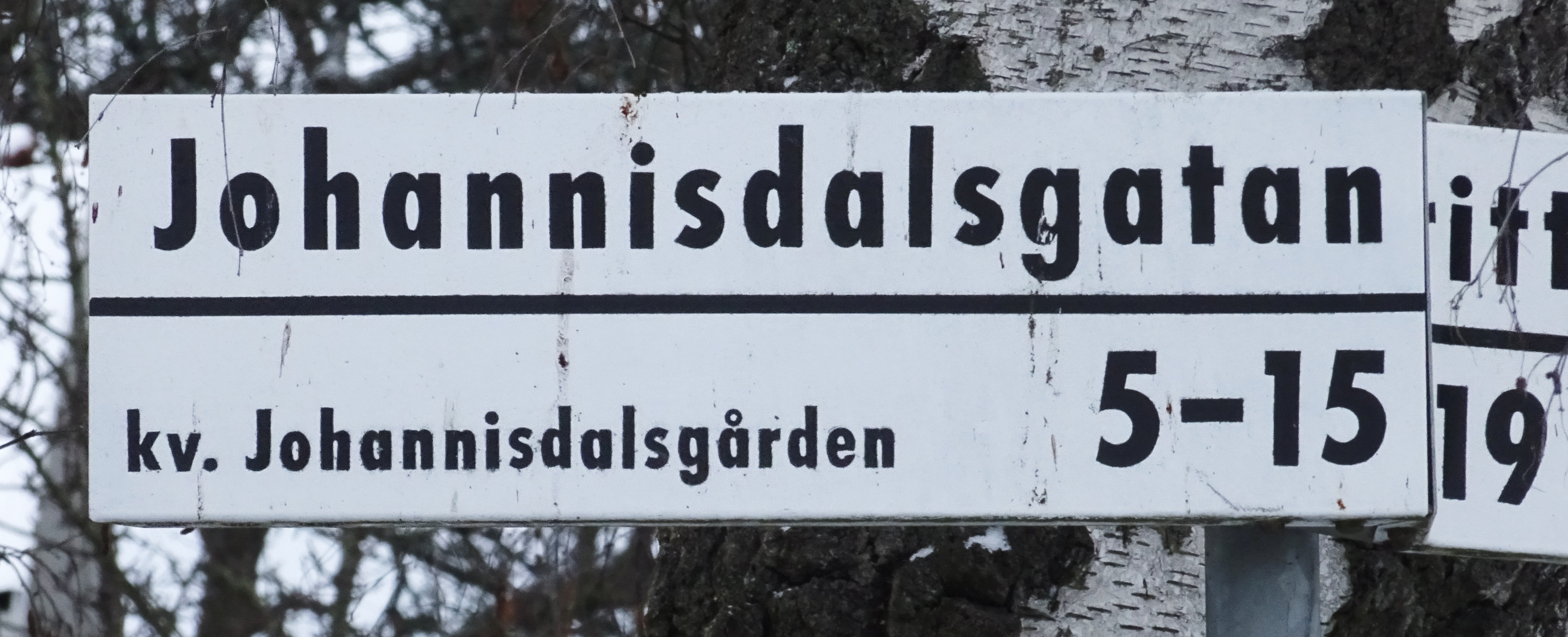
Johannisdalsgatan och kvarteret.

År 1923 godkände Stockholms stadsfullmäktige områdets första stadsplan. 1943 planlades ett mindre område som kallades Kvarteret Johannesdalsgården och signerades Albert Lilienberg. Då hade norra delen av kvarteret redan bebyggts med några småhus medan den äldre gårdsbebyggelsen fortfarande kvarstod i den södra delen. Kort därefter revs gårdens sista hus och kvarteret delades upp i Johannisdalsgården (i norr) och Bössmeden (i söder) med Brittmässgatan däremellan. Johannisdalsgårdens huvudbyggnad stod ungefär vid dagens Brittmässgatan 7–9.